# Colonia Sarmiento (Formosa)
Colonia Sarmiento es una localidad del departamento Patiño, en la provincia de Formosa, Argentina.
Su principal vía de acceso es la Ruta Nacional 86, que la vincula al sur con Villa General Güemes y al norte con Fortín Sargento Primero Leyes.

## Población
Cuenta con 173 habitantes (Indec, 2010), lo que representa un incremento del 10,9% frente a los 156 habitantes (Indec, 2001) del censo anterior.
| Gráfica de evolución demográfica de Colonia Sarmiento entre 2001 y 2010 |
|                                                                         |
| Fuente: Censos nacionales del INDEC                                     |

- Datos: Q11680799